# Henry Selick
Henry Selick é um cineasta estadunidense de filmes no estilo stop-motion. Seus trabalhos mais conhecidos são O Estranho Mundo de Jack, James e o Pêssego Gigante e Coraline e o Mundo Secreto.

## Vida Pessoal
Henry Selick nasceu em Glen Ridge, New Jersey, mas foi criado em Rumson. Sua paixão pela animação começou ainda jovem, quando assistiu filmes de Ray Harryhausen e Lotte Reiniger. Foi casado duas vezes, com Alexandra Glay de 1995 a 2010, e atualmente está com a produtora Heather Selick. Selick possui dois filhos, George e Harry.

## Carreira
Após concluir sua formação acadêmica em ciências na Rutgers University e artes na Syracuse University, Central Saint Martins College of Art and Design em Londres, Selick trabalhou para a Walt Disney Studios. Após este período conseguiu um financiamento do National Endowment for the Arts através do qual produziu o curta Seepage. Trabalhou em várias animações independentes e comerciais até sua estréia como diretor em 1993 com o filme The Nightmare Before Christmas produzido por Tim Burton.  

## Filmografia
| Ano  | Filme                            | Função                                          | Obs                            |
| ---- | -------------------------------- | ----------------------------------------------- | ------------------------------ |
| 1977 | Meu Amigo O Dragão               | Animador                                        | Não Foi Creditado              |
| 1978 | The Small One                    | Animador                                        | Curta-Metragem                 |
| 1980 | The Watcher in The Woods         | Efeitos Visuais                                 | Creditado como C. Henry Selick |
| 1981 | O Cão e a Raposa                 | Animador                                        | Não Foi Creditado              |
| 1982 | Seepage                          | Diretor e Roteirista                            | Curta-Metragem                 |
| 1983 | Twice Upon a Time                | Diretor de Sequencia                            |                                |
| 1985 | Return to Oz                     | Artista de Storyboard                           |                                |
| 1986 | Nutcracker                       | Adaptação Visual                                |                                |
| 1991 | Slow Bob in the Lower Dimensions | Diretor, Roteirista e Produtor                  | Curta-metragem                 |
| 1993 | O Estranho Mundo de Jack         | Diretor                                         |                                |
| 1995 | Pins and Needles                 | Produtor                                        | Filme para TV                  |
| 1996 | James e o Pêssego Gigante        | Diretor e Co-Produtor                           |                                |
| 1998 | MTV's Weird-Ass Cartoon Classics | Roteirista                                      | Série de TV                    |
| 2001 | Monkey bone                      | Diretor, Produtor Executivo, Compositor e Dublê |                                |
| 2004 | A Vida Marinha com Steve Zissou  | Supervisor de Efeitos Visuais                   |                                |
| 2005 | Moongirl                         | Diretor e Ator                                  | Curta-Metragem                 |
| 2009 | Coraline                         | Diretor, Roteirista, Compositor e Produtor      |                                |
| 2022 | Wendell & Wild                   | Diretor, Roteirista e Produtor                  |                                |